# ایکس‌ایکس‌ایکس‌ایکس (آبجو)

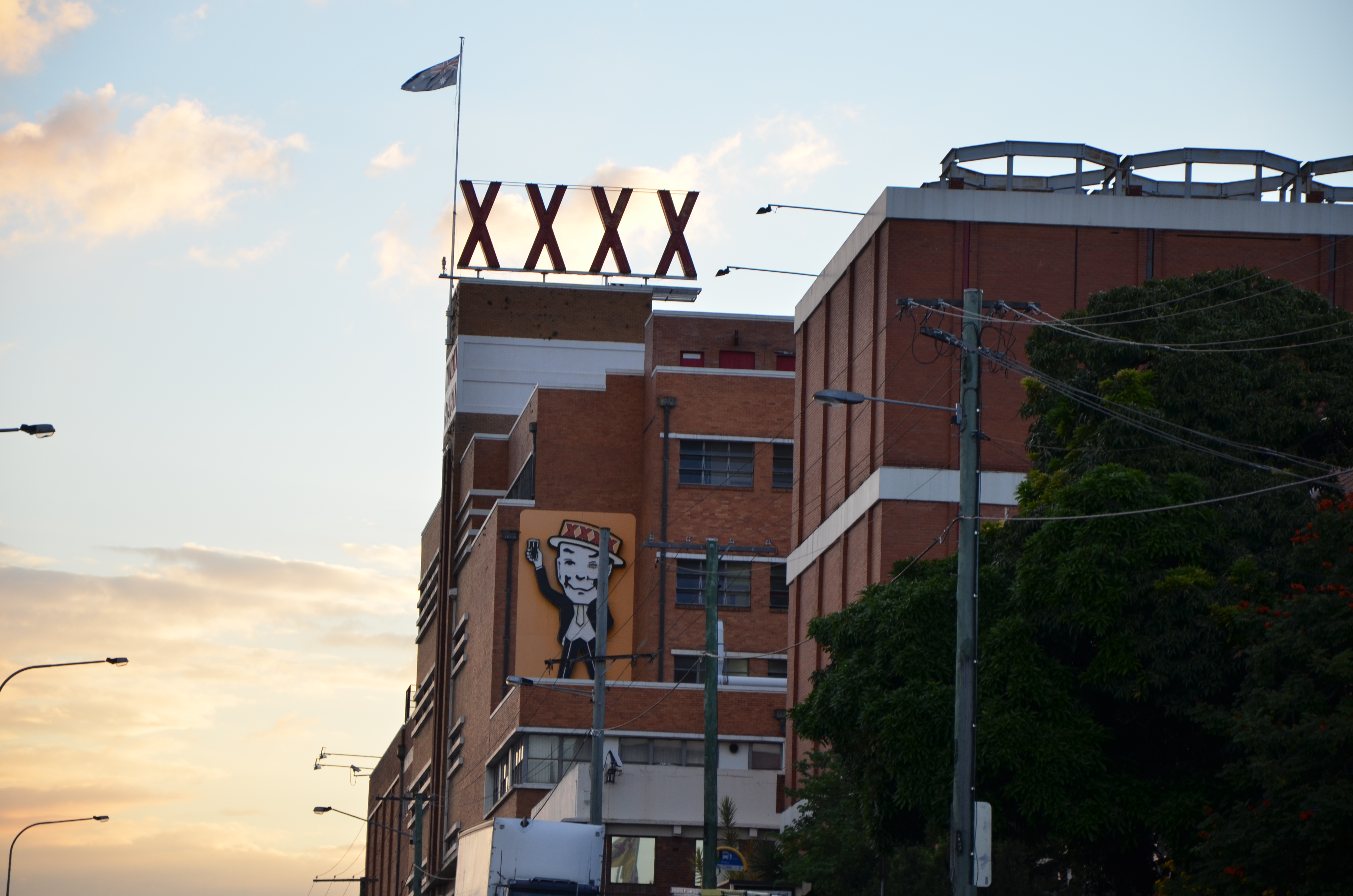
ایکس‌ایکس‌ایکس‌ایکس آبجوسازی، میلتون، کوئینزلند

ایکس‌ایکس‌ایکس‌ایکس (تلفظ فورایکس یا چهارایکس) نام تجاری شرکت آبجو استرالیایی است که در حومه شهر میلتون، شهر بریزبن توسط کارخانه آبجوسازی پرکینز کستلماین در ایالت «کوئینزلند» استرالیا (که اکنون بخشی از شرکت ژاپنی لاین "Lion") تأسیس شد. این شرکت از محبوبیت زیادی در ایالت کوئینزلند برخوردار است، جایی که محصولات این برند به‌طور چشم‌گیری در میخانه‌ها و بارها یافت می‌شود.
نام تجاری ایکس‌ایکس‌ایکس‌ایکس برای اولین بار توسط کستلماین در سال ۱۹۲۴ معرفی شد و بازگشتی به سنت دیرینه استفاده از نشان‌های ایکس برای نشان دادن قدرت و اثرگذاری نوشیدنی‌های ایل است. نام تجاری همچنین بر پایه ایل گازدار سه ایکس که در سال ۱۸۷۸ معرفی شد، ساخته شده‌است.

## آبجوها
برندهایی که به تازگی فروخته می‌شوند:
- «فورایکس تلخ» (بیتر)، با ۴٫۴٪ میزان الکل از نوع پالهلاگر.[۱] هنگام سفارش در ایالت کوئینزلند، اغلب به‌عنوان فورایکس سنگین "XXXX Heavy" شناخته می‌شود.
- «فورایکس طلایی» (گولدن)، یک لاگر با قدرت متوسط - ۳٫۵٪ میزان الکل. برند طلایی آبجوی کم کربوهیدرات است. هنگام سفارش در کوئینزلند، "آبجوی طلایی" بکار می‌رود.
- «فورایکس لاگه روشن تابستانی» (لاگر سامر برایت)، آبجوی قوی کم کربوهیدرات با ۴٫۰٪ میزان الکل. این برند هم در طعم لیمو و هم انبه موجود است.[۲]
- «فورایکس خشک» (درای)، به عنوان یک لاگر قوی، نرم و طعم دار است، با ۴٫۲٪ میزان الکل به بازار عرضه شده‌است.

علاوه بر اینها، آبجوهای دیگری هستند که دیگر تولید انبوه نداشته و گاهی در نسخه‌ها و بسته‌های کوچک و محدود در میخانه‌های ایل فورایکس و رستوران‌های واقع در محل‌های کارخانه‌های آبجوسازی، در دسترس هستند.
در گذشته این موارد عبارت بودند از:
- «سگ تشنه» (تیرستی داگ)، آبجو گندمی که در دهه ۱۹۹۰ محبوبیت داشت.
- «فورایکس بشکه ای» (درافت)، نسخه کم گازی از فورایکس تلخ که در دهه ۱۹۷۰ منتشر شد، قصد داشت طعم منحصر به فرد آبجو ریخته‌شده از بشکه چوبی را یادآور شود.
- «کارباین استوت»، یک نوع آبجو استوت"Stout" که از سال ۱۹۱۵ تا ۲۰۰۸ تولید می‌شدو به نام یک اسب مسابقه معروف در دهه ۱۸۹۰ نامگذاری شده‌است.
- «کستلماین معرکه هندی IPA»، یک پاله‌ایل هندی(India Pale Ale)(IPA) که برای اولین بار در سال ۱۹۱۸ تهیه‌شد.
- در دسامبر ۲۰۱۹، ایل گازدار سه ایکس اصلی "XXX Sparkling Ale" چندین بار در سراسر CBD بریزبن "منطقه مرکز تجاری، بریزبین" از جمله میخانه‌های ایل، عرضه محدودی داشت.

آبجوهایی که دیگر در دسترس نیستند:
- «فورایکس سبک» (لایت)، یک آبجو با الکل کمتر با ۲٫۳٪ میزان الکل.
- «فورایکس لاگر دی‌ال»، یک آبجو با کربوهیدرات کمتر که با ۴٫۴٪ میزان الکل در دسترس بود.
- «فورایکس پاله ایل استرالیایی طلایی»، با ۳٫۵٪ میزان الکل.

## تاریخچه
نام تجاری XXXX در سال ۱۹۲۴ توسط آبجوسازان کستلماین، به‌نام شهر کستلماین، ویکتوریا، جایی که شرکت اولین بار در سال ۱۸۵۷ تأسیس شد، راه اندازی گشت. که هنوز این شهر با برچسب رنگی زرد و قرمز شهرت دارد. XXXX از زمان معرفی، در کارخانه آبجوسازی پرکینز کستلماین در میلتن در حال فعالیت بوده‌است و طراحی نشان یک هنرمند (بعداً با استایل و چهره بهتر) برای کارخانه آبجوسازی را روی برچسب بطری‌ها و قوطی‌های آبجو کارخانه قرار دادند. در دهه ۱۹۵۰ تابلوی برجسته "XXXX" بر روی کارخانه آبجوسازی نصب شد.
"XXXX" خود به یک سیستم درجه‌بندی سنتی برای آبجوهای قوی اشاره دارد.
در سال ۱۹۹۲، پرکینز کستلماین توسط شرکت استرالیایی نوشیدنی و مواد غذایی «لاین نیتن»، "Lion Nathan" خریداری، که به نوبه خود توسط شرکت ژاپنی «کیرین» در سال ۲۰۰۹ خریده‌شد.
در مارس ۲۰۱۶، فورایکس تلخ از ۴٫۶٪ به ۴٫۴٪ میزان الکل(ABV) کاهش پیدا کرد.

## پخش
XXXX تحت لیسانس «Ltd این‌بیف» در انگلستان تا سال ۲۰۰۹ تولید می‌شد. معمولاً در قوطی‌ها با مجوزهای بریتانیایی و گاهی اوقات در میخانه‌های بریتانیایی در دسترس بود. با ۳٫۷ درصد الکل، آبجوهای فورایکس بریتانیایی تا حدودی ضعیف تر از بسیاری از انواع استرالیایی بود.
فورایکس کستلماین در پایان ژوئن ۲۰۰۹ زمانی که قرارداد مجوز این‌بیف منقضی شد از بریتانیا خارج‌شد.

## نمادنگاری، پخش و شناخت برند

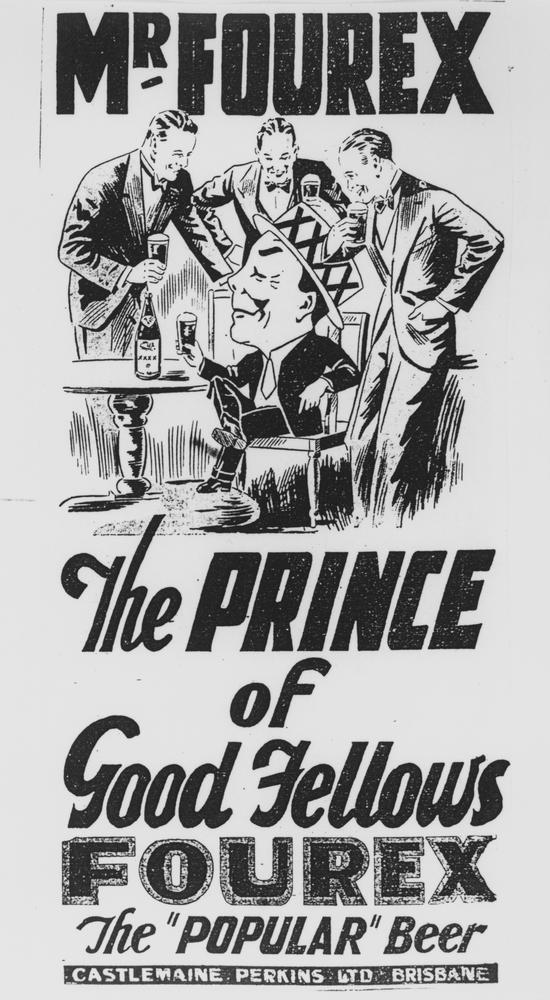
فورایکس در یک آگهی در سال ۱۹۲۰

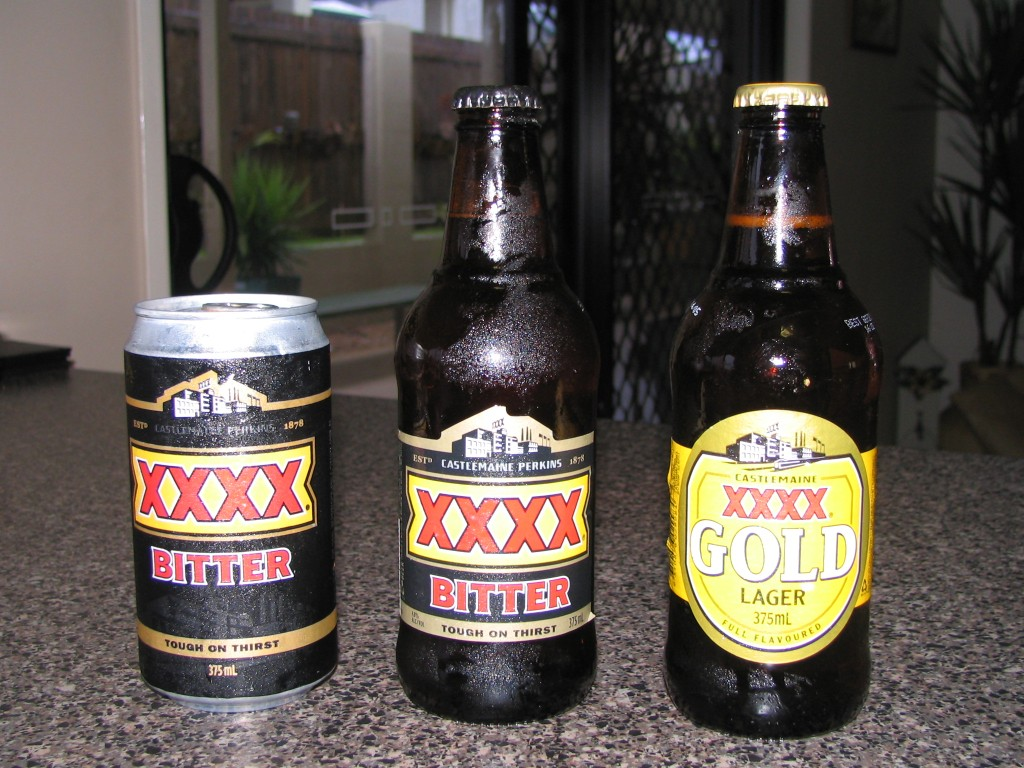
نسخه‌های حلبی و بطری‌شده دو آبجو محبوب فورایکس

طلسم شانس آقای فورایکس: یک مرد کارتونی شوخ‌طبع با کت و شلوار با کلاه قایق‌رانی که در سمت شهرک آبجوسازی فورایکس در میلتون نقش نمایی می‌کند. گفته می‌شود که آقای فورایکس از پدی فیتزجرالد، مدیر سابق شرکت، الگوبرداری شده‌است، اما آقای فورایکس در سال ۱۹۲۴ نشان داده شده بود، و فیتزجرالد با شرکت فورایکس در سال ۱۹۳۳ شروع به همکاری کرده بود. نظریه دوم این است که این کارتون از روی یک آدم کوتوله معروف الگوبرداری شده که در اواخر دهه ۱۹۲۰ در حومه شهر «فورتیتود ولی» روزنامه می‌فروخت. هویت واقعی الهام بخش کارتون همچنان یک راز مانده‌است.
یک نام مستعار رایج توسط ارتش (استرالیایی، که به مهمانان متفقین هم منتقل شد) «سیم خاردار» بود، زیرا XXXX در ظاهر نماد و نشانی بود که در محصولات حصار کشی صحراهای استرالیا استفاده می‌شد.
پس از آن که مدیر کل "XXXX"، «پت هولمبو» شنید که «کلینتون هاو»، یک کارگر جاده‌ای در شورای شهر، می‌تواند مقدار زیادی آبجو در مدت زمان کوتاهی (تقریباً ۳ لیتر در ۱ دقیقه یا ۳/۴ لیتر) مصرف کند. دومین کمپین بزرگ را در اوایل دهه ۱۹۸۰ در منطقه کوئینزلند شمالی راه اندازی کرد که به دنبال فشارهای دولت، شرکت مجبور شد کمپین خود را در چند روز اول تبلیغاتی تلویزیون ببندد.
یک کمپین تبلیغاتی از دهه‌های ۱۹۸۰ و ۱۹۹۰ این شعار را داشت: «استرالیایی‌ها برای هیچ چیز XXXX خود را از دست نمی‌دهند».
اکثر آبجوها تحت برچسب XXXX در استرالیا به صورت قوطی‌های ۳۷۵ میلی لیتری (کوچک)، بطری‌های ۳۷۵ میلی لیتری (استابی) و بطری‌های ۷۵۰ میلی لیتری (بلند یا گردن دراز) یا از شیر مخزن و بشکه (در اکثر میخانه‌های کوئینزلند و همچنین به میزان کمتری در سراسر کشور فروخته می‌شوند) و همه بطری‌ها دارای در پیچی هستند. در زیر درپوش‌های پیچی، سؤالات بی‌اهمیتی نوشته شده‌است.
فورایکس‌ها هنوز در بشکه‌های چوبی هتل‌های "Breakfast Creek" در «نیوزتد» ایالت کوئینزلند تحویل داده می‌شود. در دید دیگر که آبجو با بشکه‌ها و چلیک آماده نمی‌شود، همان‌طور که در مورد ایل واقعی بریتانیایی وجود دارد، آبجو پاستوریزه نشده‌است و با گرانش سرو می‌شود.
در مجموعه رمان‌های فانتزی «دیسک‌ورلد» از تری پرچت، قاره‌ای شبیه به استرالیا، XXXX نامیده می‌شود که «فوراِکس» تلفظ می‌شود.
برچسب‌های XXXX عموماً تصویری از کارخانه آبجوسازی میلتون را در کنار خط «راه‌آهن ایپسویچ» نشان می‌دهند، که در حال حاضر EMU راه‌آهن کوئینزلند در پیش‌زمینه که با حصار نمایش داده شده‌بود، حذف شده‌است.
همچنین زمانی که لوکوموتیوها در بریزبن بیشتر دیده می‌شدند، در برچسب‌ها دارای موتورهای بخار و دیزلی بودند.

### حمایت‌های ورزشی و کمپین‌ها

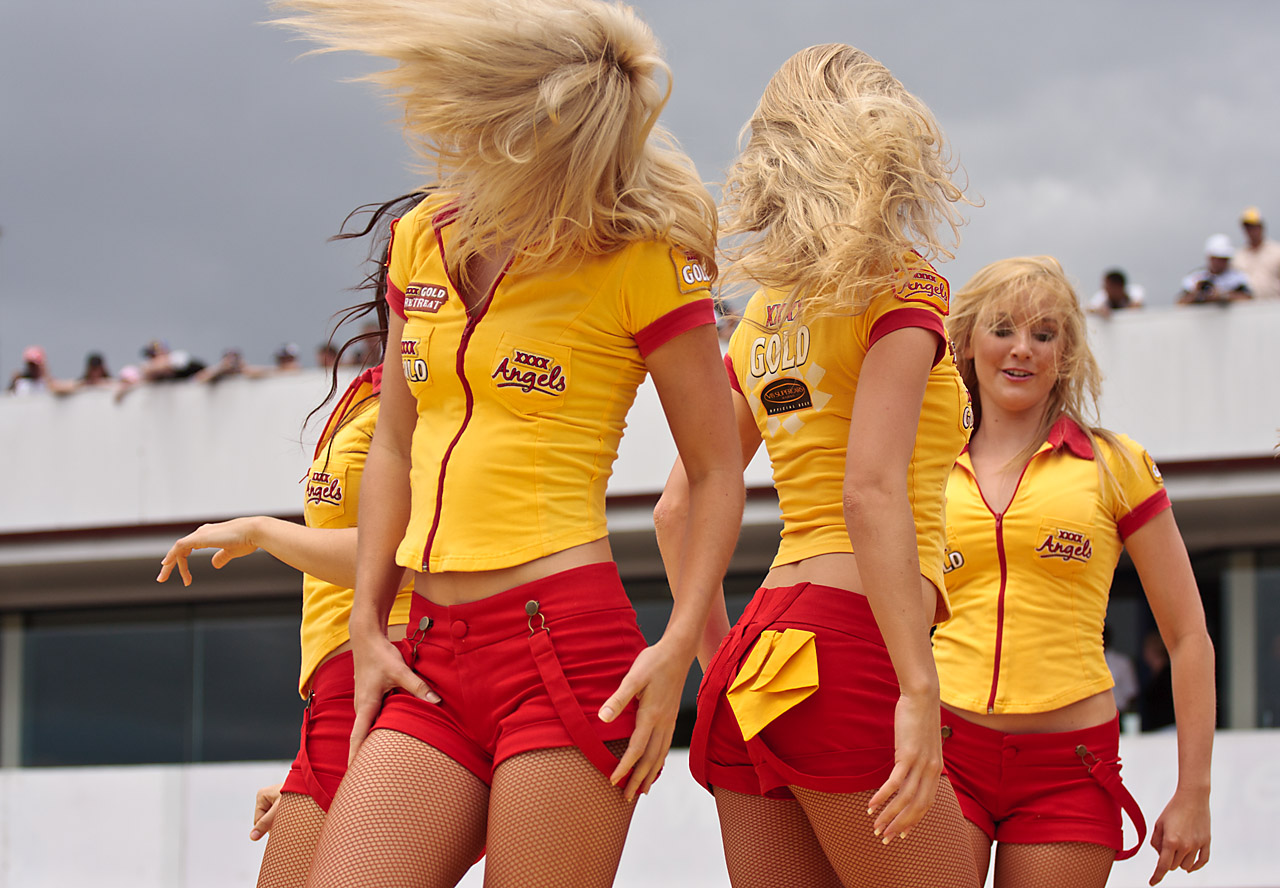
فرشته‌های فور ایکس، در ایسترن کریک ریس وی، سیدنی

فورایکس، حامی اصلی کوئینزلند مارونز در سری مسابقات راگبی "State of Origin" است. فورایکس طلایی همچنین حامی کوئینزلند بولز و انجمن‌های کریکت QLD, SA, ACT و NT است.
فورایکس طلایی، همچنین از سری مسابقات قهرمانی «ابرخودروهای وی۸» استرالیا و همچنین شعبه استرالیایی گاو سواران حرفه ای(PBR) حمایت می‌کند.
فورایکس، از سری (XXXX Gold Beach Cricket Tri-Nations 2007) حمایت کرد. که در آن کریکت بازان معروفی از استرالیا مانند آلن بوردر، بازیکن انگلستانی از جمله گراهام گوچ و از هند غربی، کورتنی والش و سر ویو ریچاردز حضور داشتند.
از سال ۲۰۱۲ تا ۲۰۱۵، فورایکس طلایی یک اجاره سه ساله در «جزیره کدو تنبل» ۱۵ هکتاری در دیواره مرجانی بزرگ جنوبی داشت که برای استفاده رویدادهای تبلیغاتی، به جزیره فورایکس تبدیل‌شد.

## بن‌مایه
1. ↑  "welcome". Xxxxbitter.com.au. Archived from the original on 3 March 2014. Retrieved 2014-04-09.
2. ↑  "Summer Bright - XXXX Beer". Xxxx.com.au. Archived from the original on 27 May 2022. Retrieved 2022-02-25.
3. ↑  Atkinson, James (23 February 2016). "Lion cuts ABV on three beers". Australian Brew News. Archived from the original on 10 July 2017. Retrieved 10 July 2017.
4. ↑  "AB InBev axes Castlemaine XXXX بایگانی‌شده  در ۴ سپتامبر ۲۰۱۵ توسط Wayback Machine", The Publican's Morning Advertiser, 4 June 2009
5. ↑  Tabloid_2.indd بایگانی‌شده  در ۱۹ سپتامبر ۲۰۰۶ توسط Wayback Machine
6. ↑  "History". Lion - Beer, Spirits & Wine Australia. Archived from the original on 13 April 2014. Retrieved 9 April 2014.
7. ↑  XXXX Gold info بایگانی‌شده  در ۶ ژوئیه ۲۰۰۸ توسط Wayback Machine - Lion Nathan website, 9 October 2007
8. ↑  "Official Sponsors of PBR Australia". Pbraustralia.com. Archived from the original on 13 April 2014. Retrieved 2014-04-09.
9. ↑  Tin, Jason (15 March 2012). "XXXX Gold negotiates three-year lease for Pumpkin Island on Great Barrier Reef to use as location for promotional events". Courier-Mail. Archived from the original on 31 May 2016. Retrieved 5 September 2015.